# イェール大学デイヴィッド・ゲフィン演劇学校
デイヴィッド・ゲフィン演劇学校（David Geffen School of Drama）は、イェール大学の専門職大学院。旧名はイェール演劇学校（Yale School of Drama）。

## 沿革
- 1924年 演劇学科（Department of Drama）設立[1]
- 1931年 初の美術修士（MFA）を授与[1]
- 1955年 イェール演劇学校（Yale School of Drama）設立、MFA（Master of Fine Arts）、DFA（Doctor of Fine Arts）、Certificate in Dramaを授与[1]
- 2021年 ディヴィッド・ゲフィン財団の寄付を受け、デイヴィッド・ゲフィン演劇学校（David Geffen School of Drama）に改名される[1]

## 学位
以下の学位を授与する。
- M.F.A.（Master of Fine Arts、美術修士）
- D.F.A.（Doctor of Fine Arts、美術博士）

また、Certificate in Dramaを発行している。